# 1598 год в науке
В 1598 году произошли различные научные и технологические события, некоторые из которых представлены ниже.

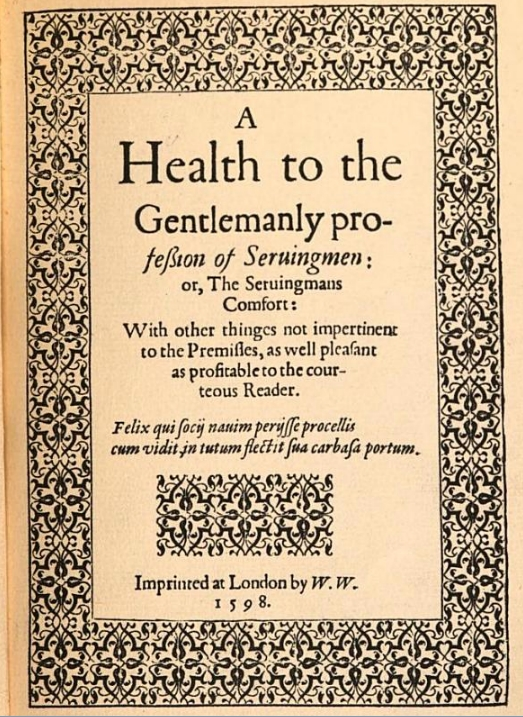
Гервасиус Маркхэм. Книга «Здоровье джентльменской профессии служащих» (1598)

Джузеппе Юникорн. Книга «Универсальная арифметика» (1598)

## События
- Тихо Браге, датский астроном, астролог и алхимик, перебирается в Прагу (1598), где становится придворным математиком и астрологом Рудольфа II — императора Священной Римской империи[1]
- Тихо Браге издал книгу «Механика обновлённой астрономии» (лат. Astronomiae instauratae mechanica) и звёздный каталог «Astronomiæ instauratæ mechanica», в котором перечислил позиции 1004 звёзд.
- Первое документальное упоминание о Маврикийском дронте появилось благодаря голландским мореплавателям, прибывшим на остров Маврикий (вымершем около 1681 года).
- Иоганн Преториус издал медицинский трактат Problema, quod iubet ex quatuor rectis lineis datis quadrilaterum fieri.

## Родились
- 17 апреля — Джованни Баттиста Риччоли, итальянский астроном (ум. 1671).
- 27 апреля — Михаэль ван Лангрен, голландский астроном и картограф (ум. 1675).
- 13 июня — Людовико Якобилли, итальянский агиограф, историк (ум. 1664).
- 29 июля — Гендрик Леруа, голландский физиолог и философ (умер в 1679).
- Бонавентура Кавальери, итальянский математик, предтеча математического анализа, представитель «геометрии неделимых» (ум. 1647).
- Освальд Крюгер, математик, инженер, архитектор, оптик, астроном, филолог немецкого происхождения (умер в 1655).
- Иоанн Локцений, немецкий историк (умер в 1677).
- Кристиан Оттер, германский математик, архитектор (умер в 1660).
- Антониу Рапозу Тавариш, португальский исследователь восточной части Южной Америки (умер в 1658).

## Скончались
- 28 июня — Авраам Ортелий, фламандский картограф, автор первого в истории географического атласа современного типа (родился в 1527 году).
- 20 ноября — Адам Бохорич, словенский филолог (родился в 1520 году)
- Иоахим Камерарий Младший, немецкий медик и ботаник (родился в 1534 году)
- Теодор Клуциус, нидерландский фармацевт и ботаник (родился в 1546 году)